# 집시 캠프
집시 캠프(Gypsies Are Found Near Heaven, 러시아어: Табор уходит в небо)는 소련에서 제작된 Emil Loteanu 감독의 1975년 영화이다. 막심 고리키의 단편소설을 기반으로 제작되었다. 20세기 초 오스트리아-헝가리 제국을 배경으로 하는 이 영화는 롬인 여성 라다와 말도둑 사이의 사랑 이야기를 다룬다. 1976년 소련에서 가장 많이 관람한 영화였으며 64,900,000장의 티켓이 판매되었다.